# Gottlob Eckarth
Gottlob Eckarth (* 24. Januar 1731 in Herwigsdorf bei Zittau; † 8. März 1802) war ein deutscher Chronist.

## Leben
Gottlob Eckarth war ein Sohn des Chronisten Friedrich Eckarth und dessen zweiter Ehefrau Anna Sabina, geb. Seyffarth. Aus dieser Ehe ging ein weiterer Sohn, Gottlieb, hervor. Außerdem hatte Friedrich Eckarth einen Sohn aus erster Ehe, den Chronisten Gotthelf Traugott Eckarth.
Gottlob Eckarth arbeitete zunächst als Gärtner (Kleinbauer) und Gerichtsmann in seinem Geburtsort Herwigsdorf. Später war er Inwohner und Weber in Neueibau. Er starb 1802 im Alter von 71 Jahren vermutlich ebenda.
Gottlob Eckarth setzte das von seinem Vater als Historisches Tagebuch begründete und von seinem Halbbruder Gotthelf Traugott Eckarth fortgesetzte Werk ab 1776 als Eckardtisches Tagebuch und bis 1791 unter variierenden Titeln fort. Es erschien monatlich, ab 1777 bis 1885 hieß es beispielsweise Topographisches, biographisch-historisches, monatliches Tagebuch.
Gottlob Eckarth gab unter anderem auch die monatliche Schrift Historienschreiber (1774–1791), die Schrift Der Landmann (1774–1793) sowie die historische Monatsschrift Postilion über Weltbegebenheiten (1791–1793) heraus. Er veröffentlichte außerdem Lieder und Passionsgesänge.